# 台湾環状高速道路
G99台湾環状高速道路（たいわんかんじょうこうそくどうろ）は、中華人民共和国が国家高速道路網を構成する路線として台湾に環状に設定している、名目上の高速道路である。
中華人民共和国は台湾の領有を主張しているが、現在台湾は中華民国が実効支配している。そのため、中華人民共和国の計画通りの路線は存在せず、実際に建設する計画もない。中華民国には独自の高速道路システムがあり、中華人民共和国による計画を承認していない。
中華人民共和国の計画では、台湾環状高速道路は台北を起終点として、新竹市、台中市、台南市、高雄市、台東市、花蓮市、宜蘭市、基隆市の各都市を通過する。
台湾環状高速道路に相当する高速道路は、中華民国の道路では以下に当たる。
- 国道1号 中山高速公路 : 台北市 - 高雄市
- 台88線（高雄潮州快速公路） : 高雄市 - 屏東県竹田郷
- 台1線 : 屏東県竹田郷 - 屏東県枋山郷
- 台9線 : 屏東県枋山郷 - 宜蘭県蘇澳鎮
- 国道5号 蔣渭水高速公路 : 宜蘭県蘇澳鎮 - 台北市[注釈 1]

このうち、高雄市から宜蘭県蘇澳鎮までの東海岸部分は高速道路としては建設されていない。